# حسین طحان
حسین طحان (عربی: حسين طحان؛ زادهٔ ۱۰ مارس ۱۹۸۲) بازیکن سابق و مربی فوتبال اهل لبنان است.
وی همچنین در تیم ملی فوتبال لبنان بازی کرده‌است.